# Jacobus Regius
Jacobus Regius (Kortrijk, 20 oktober 1545 - Londen, 1 september 1601), ook Jacob de Ceuninck, was een Zuid-Nederlands hervormd predikant.

## Levensloop
Over wie zijn vader was, is geredetwist. Volgens de enen was het Carolus Regius of de Coninck, een uitgetreden Gentse karmeliet die in Emden in 1555 vertaalwerk verrichtte, in 1556 predikant was in Gent, en in Brugge werd gevangen genomen en er op 27 april 1557 op de brandstapel terechtkwam. Volgens de anderen had zijn vader de voornaam Johannes en was hij de Johannes Regius die in 1569 en 1570 in Londen ouderling was bij de Nederduitse vluchtelingenkerk en die op 9 april 1570 werd aangewezen om deel te nemen aan de wekelijkse propositiën.
Hoe dan ook, Jacobus studeerde in 1569 in Genève en vertrok vandaar naar Londen, waar hij een attest ontving om in Coventry als predikant op te treden. In 1573 werd hij naar Londen geroepen, als predikant en waarschijnlijk ook als schooldirecteur.
In 1574 overwoog men in de kerk van Rotterdam op hem beroep te doen, maar na discussie werd hiervan afgezien "omdat zijn stem niet al te luidtbaer" was. In 1576 werd hij naar Middelburg uitgenodigd, maar daar ging hij niet op in. Toen het jaar daarop de kerk in Haarlem hem als predikant wilde, en hierin door Willem van Oranje gesteund was, ging hij hier evenmin op in. Hij bleef liever in Londen. Toch trok hij in 1578 naar Gent, dat een calvinistische republiek was geworden. Eerst kwam hij met de bedoeling er enkele maanden te verblijven. Kort na zijn aankomst in Gent, reisde hij naar Kortrijk, zijn geboortestad, en naar Oudenaarde. 
Nog in 1578 nam hij deel aan de nationale synode in Dordrecht (1578). In 1580 trad hij met zeven andere theologen als arbiter op in de zaak Coolhaes in Leiden. Ondertussen waren de aanvankelijk voorziene enkele maanden verlengd tot enkele jaren. In 1581 vroeg hij aan de kerkraad van zijn gemeente in Londen om hem definitief aan Gent af te staan. Dit verzoek werd niet ingewilligd en toen in 1583 de predikant Jan van Roo aldaar overleed, vroeg men hem terug te keren. De omstandigheden lieten geen onmiddellijk gevolg toe, maar midden 1584 liep de calvinistische republiek ten einde en werd Gent veroverd door Alexander Farnese. De hervormden vluchtten en Regius keerde terug naar Londen. Hij werd er verwelkomd op 1 oktober 1584 en bleef er voortaan verbonden aan de vluchtelingenkerk, tot aan zijn dood.
Regius was tweemaal getrouwd. Over de eerste echtgenote is niets bekend. De tweede werd in 1594 vermeld in het huwelijksregister van de Londense kerk. Haar naam was Elisabeth Ruytinck, gelet op haar familienaam waarschijnlijk afkomstig uit de Lage Landen, maar wonende in Norwich. Verschillende van zijn kinderen stonden vermeld in het Londense doopboek: Daniël (28 maart 1587), Samuël (27 maart 1589), David (2 januari 1592), Anna (14 augustus 1595) en de tweeling Lea en Rachel (4 juni 1601), zonder dat men zekerheid heeft of ze uit het eerste of uit het tweede huwelijk sproten.
Regius stond bekend om zijn talenkennis en dit was trouwens een van de redenen waarom hij in 1578 naar Gent werd uitgenodigd. Hij was al vroeger, tijdens zijn verblijf in Emden, de vertaler geweest van verschillende teksten. In november 1579 werd hem door de Gentse kerk de opdracht gegeven een vertaling te maken van de Commentaren op de Brief aan de Romeinen door Johannes Calvijn. Het is echter niet zeker dat hij dit tot een goed einde bracht. Hij vertaalde ook Calvijns commentaren op de verschillende brieven van apostels. Daar in 1581 een gedeelte van die vertaling af was, werd ze in 1582 gepubliceerd.
Niet alleen leverde Regius vertaalwerk, ook als zelfstandig schrijver trad hij op. Geschriften over het eerste vers van hoofdstuk 5 van de brief aan de Romeinen en over de Lofzang van Simeon, worden van hem vermeld. Of ze gedrukt werden is onzeker, wel werd daartoe in 1579 het besluit genomen. Ook is er nog sprake van een werkje dat hij schijnt geschreven te hebben met de bedoeling dat het eerst na zijn dood zou worden gepubliceerd.

## Publicaties
- De Commentariën Joannis Calvini op de canonieke Sendtbrieven Petri, Jacobi, Johannis, Judae, overgheset door J[acobus] R[egius], Dienaer des Goddelijcken Woorts, Leiden/Amsterdam, 1582.
- Corte verclaringhe ende bedenckingen mitsgaders christelycke sermoenen op het ghebedt des Heeren'.
- Testament, Amsterdam, 1615. De voorrede daarvan, blijkbaar door een van zijn zonen geschreven, is gedateerd: Middelburg 1 februari 1602.
- Ook een paar liederen van hem zijn overgebleven, o.a. een lijkdicht op zijn collega Joris Sylvanus (III kol. (1494)).